# Conoplectus susae
Conoplectus susae är en skalbaggsart som beskrevs av Christopher E. Carlton 1983. Conoplectus susae ingår i släktet Conoplectus och familjen kortvingar. Inga underarter finns listade i Catalogue of Life.